# Боян Каменов
Боян Ганчев Каменов е български геолог, основоположник на инженерната геология в България.

## Биография
Роден е на 27 октомври 1907 г. в София. Негов по-малък брат е икономистът Евгени Каменов. Основното и средното си образование получава във Враца (1922 – 1928). Следва естествена история в Софийския университет. Висшето си образование завършва през 1931 г. Специализира геология в университета през 1931 – 1933 г.
Започва работа като докторант в Софийския университет, където получава докторска титла през 1936 г. В периода 1936 – 1939 г. преподава в Арменското училище в София. През 1939 г. постъпва на работа като геолог в Минното отделение на Министерство на търговията, промишлеността и труда, което се преобразува в Дирекция на природните богатства. Изпълнява последователно длъжностите: районен геолог, завеждащ секцията по петрографски проучвания и началник на Отделението за геоложко картиране на България. В периода 1941 – 1944 г. съставя „Геоложка карта на България в М 1:500 000“. През 1946 г. е избран за редовен доцент във физико-математическия факултет на Софийския университет, където чете лекции по геология. Малко преди избирането му за доцент работи в новосъздадената Дирекция за геоложки и минни проучвания, където оглавява отдела по проучване на геоложките условия за инженерното строителство.
През 1947 г. заминава на специализация по инженерна геология в Хидроенергопроект в Москва. Завръща се в България през 1948 г. и поема ръководството на новосъздадения инженерно-геоложки отдел към Дирекцията за геоложки и минни проучвания и е съветник по инженерно-геоложките въпроси в новооснованата дирекция при „Енергохидропроект“. След разделянето на специалността естествена история на биология и геология със специално постановление на МС от 1950 г. се обособява нова специалност инженерна геология и хидрогеология в Софийския университет със самостоятелна катедра. Става временно завеждащ катедрата (1950 – 1952) и чете всички лекции по инженерна геология и хидрология. През 1951 г. катедрата е причислена към Химико-технологическия факултет на държавната политехника. В началото на 1951 г. е избран за редовен професор и ръководител на катедрата по инженерна геология и хидрогеология в Държавната политехника. Същата година става член-кореспондент и ръководител на новооснованата секция по инженерна геология и хидрология на Геологическия институт при БАН. По същото време е назначен за член на Държавната комисия по запасите на полезни изкопаеми на страната.
През 1953 г. след създаването на Висшия минно-геоложки институт е назначен за негов пръв ректор за периода 1953 – 1959 г. Освен преподавател и ръководител на катедрата по инженерна геология и хидрология към ВМГИ, от 1951 до 1972 г. е и секретар на Отделението за геоложки и географски науки при БАН (1959 – 1968), председател на Постоянната комисия по хидрология и инженерна геология към Карпато-Балканска геоложка асоциация (1958 – 1972), член на Българското геоложко дружество (1969) и др.
Провежда регионални геологически и инженерно-геологически изследвания – върху строежа, механизма и динамиката на свлачищата. През 1963 г. съставя инженерно-геологическа карта на България с колектив от геолози.
Умира на 22 ноември 1979 г. в София.

## Научни трудове
Автор е на над 50 научни труда. Най-известни сред тях са:
- „Инженерно-геоложко райониране на България“ (1963);
- „Влияние на геоложките структури върху наличието на различни типове свлачища по Българското черноморско крайбрежие“ (1973);
- „Относно условията за възникване на блоков тип свлачища и прогнози за появата им в България“ (1973);
- „Върху някои свлачища от блоков тип в България и Чехословакия“ (1973).[1]

## Отличия и награди
За активна научна, преподавателска и обществена дейност е награден с ордените „Червено знаме на труда“, „Кирил и Методий“, „НРБ“ ІІ степен, „НРБ“ І степен, почетна значка на Съюза на научните работници, множество медали, грамоти и отличия.
Личният му архив се съхранява във фонд 2016К в Централен държавен архив. Той се състои от 155 архивни единици от периода 1883 – 1980 г.
Улица в квартал „Студентски град“ в София (Карта) носи неговото име.